# CWA World Heavyweight Championship
Il CWA World Heavyweight Championship era il titolo principale della federazione di wrestling tedesca Catch Wrestling Association.
Il CWA World Heavyweight Championship non era riconosciuto come titolo assoluto dalla Pro Wrestling Illustrated.
Il titolo ha cambiato detentore in quattro nazioni (Sudafrica, Austria, Germania e USA) ed in tre diversi continenti (Africa, Europa e Nord America).

## Albo d'oro
| Wrestler          | Regni | Data              | Luogo            | Note                                                                                   |
| ----------------- | ----- | ----------------- | ---------------- | -------------------------------------------------------------------------------------- |
| Otto Wanz         | 1     | 2 agosto 1973     | Città del Capo   | Sconfiggendo Jan Wilkens diventando il primo campione                                  |
| Don Leo Jonathan  | 1     | 1º settembre 1977 | Johannesburg     |                                                                                        |
| Otto Wanz         | 2     | 15 luglio 1978    | Graz             |                                                                                        |
| Bull Power        | 1     | 22 marzo 1987     | Denver, Colorado |                                                                                        |
| Otto Wanz         | 3     | luglio 1987       | Graz             |                                                                                        |
| Bull Power        | 2     | 21 agosto 1989    | Vienna           |                                                                                        |
| Otto Wanz         | 4     | 30 giugno 1990    | Graz             |                                                                                        |
| Titolo Vacante    |       | 30 giugno 1990    | Graz             | Titolo reso vacante da Wanz stesso che annuncia il suo ritiro subito dopo averlo vinto |
| Bull Power        | 3     | 22 dicembre 1990  | Brema            | Battendo Rambo per aggiudicarsi il titolo vacante                                      |
| Rambo             | 1     | 6 luglio 1991     | Graz             |                                                                                        |
| Road Warrior Hawk | 1     | 19 dicembre 1992  | Brema            |                                                                                        |
| Rambo             | 2     | 3 luglio 1993     | Graz             |                                                                                        |
| Ludvig Borga      | 1     | 20 dicembre 1995  | Brema            |                                                                                        |
| Rambo             | 3     | 21 dicembre 1996  | Brema            |                                                                                        |
| Titolo Vacante    |       | 5 luglio 1996     |                  |                                                                                        |
| Marshall Duke     | 1     | 16 agosto 1997    | Vienna           | Sconfiggendo Ulf Herman per aggiudicarsi il titolo vacante                             |
| Rambo             | 4     | dicembre 1999     |                  |                                                                                        |
| Titolo Ritirato   |       | 2000              |                  | Titolo ritirato col fallimento della CWA                                               |